# Gare de Riom - Châtel-Guyon
Ne doit pas être confondu avec Gare de Châtel-Guyon.
La gare de Riom - Châtel-Guyon est une gare ferroviaire française des lignes de Saint-Germain-des-Fossés à Nîmes-Courbessac, de Vichy à Riom et de Riom à Châtelguyon, située sur le territoire de la commune de Riom, à 500 mètres du centre-ville, près de Châtel-Guyon, dans le département du Puy-de-Dôme, en région Auvergne-Rhône-Alpes.
Elle a été mise en service en 1855 par la Compagnie du chemin de fer de Paris à Orléans (PO). C'est une gare de la Société nationale des chemins de fer français (SNCF), desservie par des trains de grandes lignes Intercités et des trains régionaux TER Auvergne-Rhône-Alpes.

## Situation ferroviaire
Gare de bifurcation, la gare de Riom - Châtel-Guyon est située au point kilométrique (PK) 405,562 de la ligne de Saint-Germain-des-Fossés à Nîmes-Courbessac, entre les gares de Pontmort et de Gerzat, et au PK 405,511 de la ligne de Vichy à Riom. Elle est également l'origine de l'ancienne ligne de Riom à Châtelguyon (devenue la voie-mère de la ZI de Volvic à Riom), ouverte au service du fret. Son altitude est de 337 m.
La gare est composée de trois quais et de cinq voies, ainsi que de voies inutilisées à l'est du troisième quai.

## Histoire

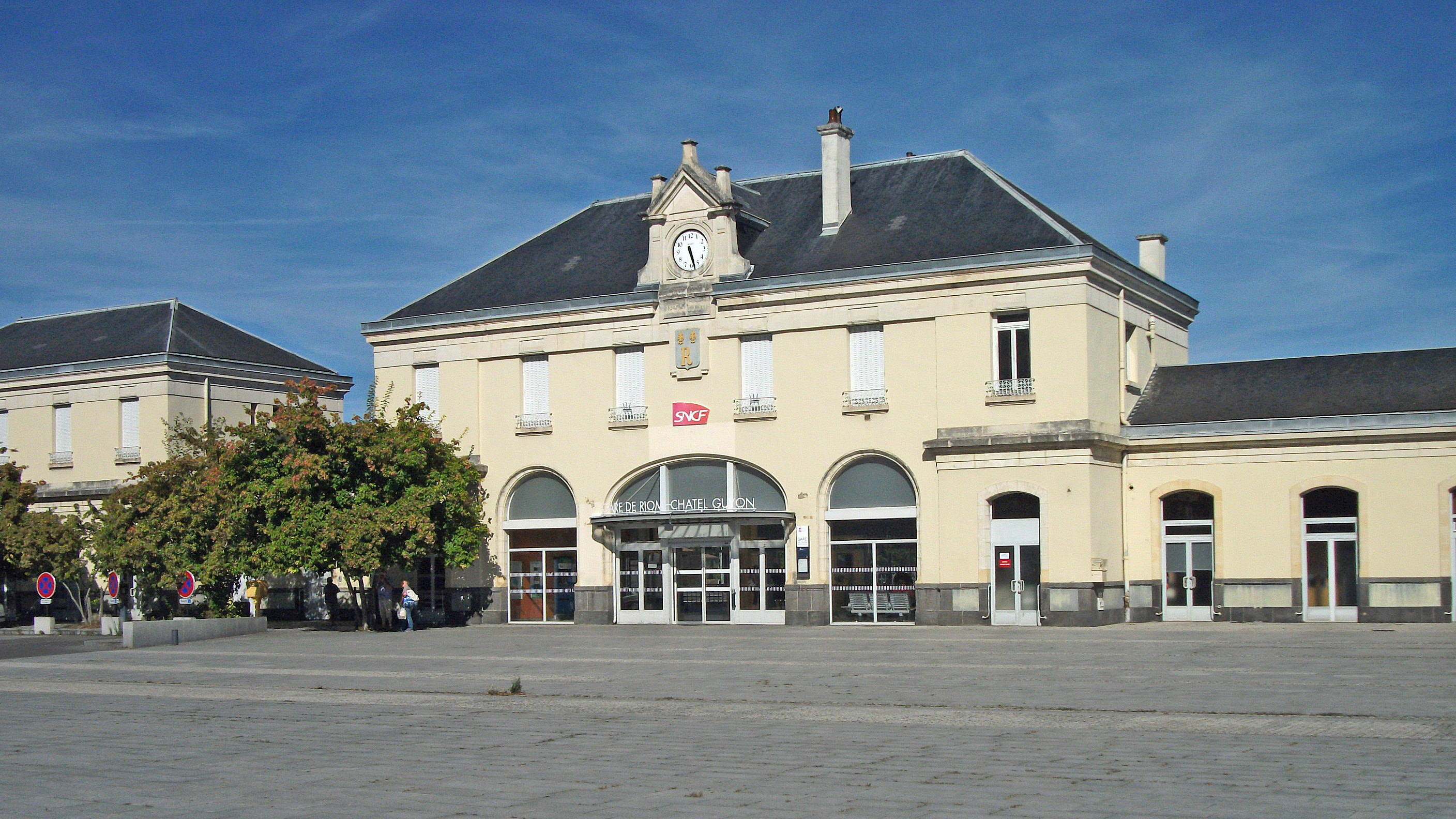
Bâtiment voyageurs et entrée de la gare.

La gare de Riom est mise en service par la Compagnie du chemin de fer de Paris à Orléans (PO) le 7 mai 1855, lorsqu'elle ouvre la première voie de la section de Saint-Germain-des-Fossés à Clermont-Ferrand. C'est la Compagnie du chemin de fer Grand-Central de France qui en prend l'exploitation à la suite de la cession de la ligne par le PO.
Cette nouvelle gare dessert notamment la station thermale de Châtel-Guyon.
Le parvis de la gare était le terminus de la ligne à voie métrique Riom-Volvic PO ouverte en 1890 et fermée en 1936.
Le bâtiment voyageurs a été fortement remanié à l'occasion de l'ouverture de la ligne de Vichy à Riom en 1931.
La dénomination originale de la gare « Riom » a été modifiée en « Riom-Châtel-Guyon » en 1990.
La gare est électrifiée en 25 kV 50 Hz depuis 1990, dans le cadre du projet de l'électrification de la liaison ferroviaire de Paris à Clermont-Ferrand, ainsi que la voie d'accès à l'embranchement desservant l'usine des eaux de Volvic. Ces installations sont mises en service le 22 mars 1990.
Il est prévu, dans le cadre de la modernisation du nœud ferroviaire de la gare de Clermont-Ferrand, de créer une liaison entre voie 1 et voie 2 au nord afin d'« apporter de la souplesse à la l'exploitation, notamment pour les trains de fret, et améliorer la gestion des situations perturbées ».

## Service des voyageurs

### Accueil
Gare de la SNCF, elle dispose d'un bâtiment voyageurs, avec guichet, ouvert tous les jours. Elle est équipée d'automates pour l'achat de titres de transport TER.
La traversée des voies et l'accès aux voies 1G/2G et 1V/2V s'effectuent par un souterrain équipé d'ascenseurs.

### Desserte
Riom - Châtel-Guyon est une gare de grandes lignes desservie par des trains Intercités, et une gare régionale TER Auvergne-Rhône-Alpes.
Riom n'est desservie que par une seule relation Intercités, à réservation obligatoire (ex-Téoz), celle de Paris à Clermont-Ferrand : elle dessert, au départ de Paris-Bercy, les gares de Nevers, Moulins-sur-Allier et Vichy avant d'arriver à Clermont-Ferrand, avec sept allers et retours par jour en semaine.
En outre, elle est desservie par plusieurs relations TER, avec origine, destination ou desserte systématique de Clermont-Ferrand (TER Auvergne-Rhône-Alpes) :
- Clermont-Ferrand – Moulins-sur-Allier via Vichy (ligne 14), et éventuellement au-delà vers Nevers ou Montchanin et Dijon-Ville dans les deux sens, avec amorce ou prolongements possibles à Vic-le-Comte, Issoire ou Brioude (ligne 80) ;
- Clermont-Ferrand – Lyon-Part-Dieu – Lyon-Perrache via Vichy et Tarare (ligne 6) ;
- Clermont-Ferrand – Gannat – Montluçon (ligne 16) ;
- Clermont-Ferrand – Gerzat – Riom (ligne 15).

En 2016, au moins trente allers et retours sont assurés en semaine par les TER, dont le temps de parcours varie entre huit et neuf minutes (douze minutes environ en cas de desserte de Gerzat).
Les trains peuvent être reçus sur les trois quais :
- quai 1 (voie A, 91 m utiles)[9] ;
- quai 2 (voies 2G et 1G, 293 et 273 m utiles)[9] ;
- quai 3 (voies 2V et 1V, 367 et 368 m utiles)[9].

### Intermodalité

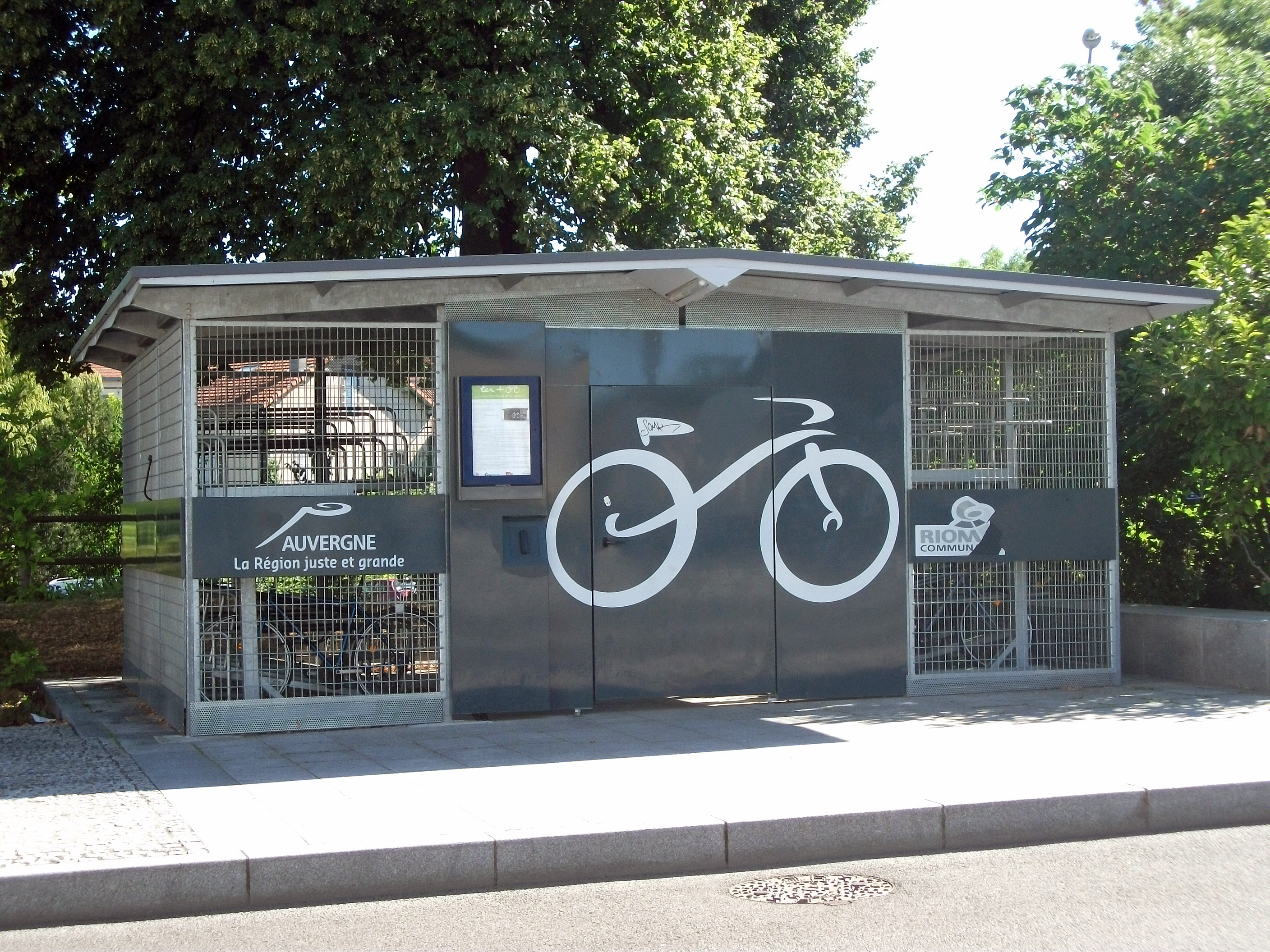
Parking pour vélos sécurisé.

Un parc pour les vélos et un parking pour les véhicules y sont aménagés.
La région Auvergne, en association avec la SNCF, a aménagé un abri pour vélos sécurisé, accessible aux abonnés TER et détenteurs d'un abonnement mensuel. Ouvert en 2011, il offre quarante places de stationnement,.

#### Réseau urbain
La gare est desservie par quatre lignes de bus du réseau RLV Mobilités :
- ligne 1 : Volvic / Enval / Mozac – Riom Pôle Multimodal SNCF – Ménétrol ;
- ligne 2 : Volvic – Collège Mendès-France – Riom Pôle Multimodal SNCF – Portes de Riom ;
- ligne 3 : Châtel-Guyon – Piscine – Riom Pôle Multimodal SNCF – Ennezat ;
- ligne 4 : Châtel-Guyon – Saint-Bonnet-près-Riom – Riom Pôle Multimodal SNCF – Ambène.

Un des points de vente du réseau se situe dans la gare.

#### Réseaux interurbains
La gare est desservie par les lignes P61, P62 et P75 des Cars Région.

## Service des marchandises
Cette gare est ouverte au service du fret (train massif et wagons isolés pour certains clients).